# Ciclobutano
Il ciclobutano è un idrocarburo ciclico saturo di formula bruta C4H8 e formula molecolare (CH2)4 e per questo veniva anche detto tetrametilene. È un gas dall'odore idrocarburico lieve, facilmente liquefacibile per sola compressione, incolore ed estremamente infiammabile; allo stato liquido (Teb. = 12,5 °C) è solubile in solventi idrocarburici (etere di petrolio, cicloesano, benzene), in etere, acetone, alcool e in tutti i più comuni solventi organici.

## Struttura
La struttura che permetterebbe allo scheletro di atomi di carbonio di minimizzare la tensione angolare sarebbe quella planare quadrata, e già questo comporta un allontanamento notevole dall'angolo ideale per l'ibridazione sp3 degli atomi di carbonio (90° contro 109,5°). Questa è infatti la struttura di base per il ciclobutano. Come però accade per tutti i cicloalcani, escluso ovviamente il ciclopropano, il suo anello devia dalla planarità (aumentando però in tal modo la tensione angolare) per permettere di alleviare un po' la tensione torsionale (o di eclissamento) dovuta agli otto idrogeni dei quattro metileni (CH2): nella conformazione planare questi risulterebbero esattamente eclissati. Ciò si ottiene con un sensibile piegamento dell'anello quadrato intorno alle sue diagonali (l'una o l'altra, in successione). In tal modo però la molecola non è statica, ma fluttua: ogni carbonio a turno si allontana (alternativamente in sopra o in sotto) dal piano del resto dell'anello di circa 25°. Per questo a volte tale conformazione fluttuante del ciclobutano è detta "a farfalla". La destabilizzazione complessiva del ciclobutano a causa della tensione d'anello è riportata essere di 26,5 kcal/mol, appena inferiore a quella del ciclopropano (27,5 kcal/mol) . Con un'indagine di diffrazione elettronica in fase gassosa è stato possibile determinare le lunghezze di legame C-C, (156 ± 2) pm, C-H, (109 ± 4) pm e l'angolo ∠HCH, (114 ± 4)°.

## Tensione e reattività
Per la particolarità di essere un idrocarburo in tensione, il ciclobutano subisce alcune reazioni che non sono possibili con alcani o con cicloalcani a partire dal ciclopentano. Infatti, pur non essendo un idrocarburo insaturo può essere idrogenato cataliticamente, sebbene a pressioni molto maggiori che per un alchene e comunque maggiori che per il ciclopropano:
(CH2)4  +  H2/Ni  →  CH3-CH2-CH2-CH3
Questo è essenzialmente reso possibile dalla destabilizzazione della molecola dovuta alla tensione d'anello (angolare + torsionale), destabilizzazione che favorisce le reazioni di apertura del ciclo (meno però che nel ciclopropano). Mentre la reazione di idrogenazione vista sopra procede bene a 120 °C per il ciclopropano, per il ciclobutano occorre portarsi a 200 °C. Analogamente, può subire addizione di acidi alogenidrici dando 1-alogenobutani; con bromuro di idrogeno, ad esempio, si ha:
(CH2)4  +  HBr  →  CH3-CH2-CH2-CH2-Br
Ad alta temperatura (≥ 420 °C) si decompone (pirolisi), con legge cinetica monomolecolare, scindendosi in due molecole di etilene.
Queste reazioni non sono replicabili sul suo omologo superiore ciclopentano (e cicloalcani superiori) che, pur essendo anch'esso affetto da una certa tensione d'anello, questa risulta essere decisamente minore.

## Presenza in natura e disponibilità
L'anello tetraatomico del ciclobutano è raro in natura, ma è presente in alcune molecole naturali bicicliche come l'α- e il β-pinene e il β-cariofillene, entrambi componenti di alcuni olii essenziali; si trova anche nel grandisol, che è un feromone; tutti e tre sono dei terpeni.
Il ciclobutano è disponibile commercialmente in bombole come gas liquefatto.